# US Women's Amateur
Het US Women's Amateur is naast het British Ladies Amateur het belangrijkste internationale golftoernooi voor damesamateurs. De organisatie is in handen van de United States Golf Association (USGA).
De eerste editie was in 1895, enkele weken na de eerste editie van het US Amateur voor heren. Pas in 1946 werd het eerste US Women's Open gespeeld.

## Robert Cox Cup
In 1896 stelde Robert Cox uit Edinburgh een speciale trofee beschikbaar voor de winnares. Cox was een Schotse golfbaanarchitect en tevens lid van het Britse parlement. De Cup is de oudste trofee die de USGA ieder jaar uitreikt. De winnaar krijgt een replica, de oorspronkelijke trofee staat in het USGA Museum.
De eerste editie trok slechts dertien deelneemsters, daarna werd het een matchplay toernooi. Tegenwoordig zijn er zoveel inschrijvingen dat de deelneemsters zich moeten kwalificeren via regionale toernooien. Op het toernooi zelf worden twee rondes strokeplay gespeeld. De beste 64 spelen daarna matchplay. De finale gaat over 36 holes, de eerdere rondes over 18 holes.
In 1956 was Ann Gregory de eerste gekleurde deelneemster. 
Leeftijden
De inschrijving van het toernooi staat open voor speelsters van alle nationalileiten en leeftijden, maar hun handicap moet lager zijn dan 5.4. De jongste winnares ooit was 17-jarige Morgan Pressel in 2005. Ze kwalificeerde zich ook al in 2001.  Een jaar later won  de 14-jarige Kimberly Kim.
De leeftijd van de deelneemsters is sterk omlaag gegaan. Daarom is er sinds 1987 ook een US Women's Mid-Amateur voor speelsters van 25 jaar en ouder. Hun handicapgrens staat op 9.4.

## Winnaars
Het toernooi is zes keer door een Europese speelster gewonnen, 3x door de Schotse Dorothy Campbell en 1x door de Italiaanse Silvia Cavalleri en de Engelse Pamela Barton en Gladys Ravenscroft.
| Jaar                   | Baan                              | Winnaar                 | Score    | Runner-up              |
| ---------------------- | --------------------------------- | ----------------------- | -------- | ---------------------- |
| 1895                   | Meadow Brook Club                 | Lucy Barnes Brown       | 132      | Nellie Sargent         |
| 1896                   | Morris County Golf Club           | Beatrix Hoyt            | 2 & 1    | Mrs. Arthur Turnure    |
| 1897                   | Essex County Country Club         | Beatrix Hoyt            | 5 & 4    | Nellie Sargent         |
| 1898                   | Ardsley Club                      | Beatrix Hoyt            | 5 & 3    | Maude Wetmore          |
| 1899                   | Philadelphia Country Club         | Ruth Underhill          | 2 & 1    | Margaret Fox           |
| 1900                   | Shinnecock Hills Golf Club        | Frances C. Griscom      | 6 & 5    | Margaret Curtis        |
| 1901                   | Baltusrol Golf Club               | Genevieve Hecker        | 5 & 3    | Lucy Herron            |
| 1902                   | The Country Club                  | Genevieve Hecker        | 4 & 3    | Louisa A. Wells        |
| 1903                   | Chicago Golf Club                 | Bessie Anthony          | 7 & 6    | J. Anna Carpenter      |
| 1904                   | Merion Golf Club                  | Georgianna M. Bishop    | 5 & 3    | Mrs. E. F. Sanford     |
| 1905                   | Morris County Golf Club           | Pauline Mackay          | 1 up     | Margaret Curtis        |
| 1906                   | Brae Burn Country Club            | Harriot Curtis          | 2 & 1    | Mary B. Adams          |
| 1907                   | Midlothian Country Club           | Margaret Curtis         | 7 & 6    | Harriot Curtis         |
| 1908                   | Chevy Chase Club                  | Katherine Harley        | 6 & 5    | Mrs T. H. Polhemus     |
| 1909                   | Merion Golf Club                  | Dorothy Campbell        | 3 & 2    | Nonna Barlow           |
| 1910                   | Homewood Country Club             | Dorothy Campbell        | 2 & 1    | Mrs F. M. Martin       |
| 1911                   | Baltusrol Golf Club               | Margaret Curtis         | 5 & 3    | Lillian B. Hyde        |
| 1912                   | Essex County Country Club         | Margaret Curtis         | 3 & 2    | Nonna Barlow           |
| 1913                   | Wilmington Country Club           | Gladys Ravenscroft      | 2 up     | Marion Hollins         |
| 1914                   | Nassau Country Club               | Katherine Harley        | 1 up     | Elaine Rosenthal       |
| 1915                   | Onwentsia Club                    | Florence Vanderbeck     | 3 & 2    | Margaret Gavin         |
| 1916                   | Belmont Springs Country Club      | Alexa Stirling          | 2 & 1    | Mildred Caverly        |
| 1917-18: Niet gespeeld |                                   |                         |          |                        |
| 1919                   | Shawnee Country Club              | Alexa Stirling          | 6 & 5    | Margaret Gavin         |
| 1920                   | Mayfield Country Club             | Alexa Stirling          | 5 & 4    | Dorothy Campbell       |
| 1921                   | Hollywood Golf Club               | Marion Hollins          | 5 & 4    | Alexa Stirling         |
| 1922                   | The Greenbrier                    | Glenna Collett          | 5 & 4    | Margaret Gavin         |
| 1923                   | Westchester Country Club          | Edith Cummings          | 3 & 2    | Alexa Stirling         |
| 1924                   | Rhode Island Country Club         | Dorothy Campbell        | 7 & 6    | Mary Browne            |
| 1925                   | St. Louis Country Club            | Glenna Collett          | 9 & 8    | Alexa Stirling         |
| 1926                   | Merion Golf Club                  | Helen Stetson           | 3 & 1    | Elizabeth Goss         |
| 1927                   | Cherry Valley Club                | Miriam Burns Horn       | 5 & 4    | Maureen Orcutt         |
| 1928                   | The Homestead, Virginia           | Glenna Collett          | 13 & 12  | Virginia Van Wie       |
| 1929                   | Oakland Hills Country Club        | Glenna Collett          | 4 & 3    | Leona Pressler         |
| 1930                   | Los Angeles Country Club          | Glenna Collett          | 6 & 5    | Virginia Van Wie       |
| 1931                   | Country Club of Buffalo           | Helen Hicks             | 2 & 1    | Glenna Collett-Vare    |
| 1932                   | Salem Country Club                | Virginia Van Wie        | 10 & 8   | Glenna Collett Vare    |
| 1933                   | Exmoor Country Club               | Virginia Van Wie        | 4 & 3    | Helen Hicks            |
| 1934                   | Whitemarsh Valley Country Club    | Virginia Van Wie        | 2 & 1    | Dorothy Traung         |
| 1935                   | Interlachen Country Club          | Glenna Collett Vare     | 3 & 2    | Patty Berg             |
| 1936                   | Canoe Brook Country Club          | Pamela Barton           | 4 & 3    | Maureen Orcutt         |
| 1937                   | Memphis Country Club              | Estelle Lawson Page     | 7 & 6    | Patty Berg             |
| 1938                   | Westmoreland Country Club         | Patty Berg              | 6 & 5    | Estelle Lawson Page    |
| 1939                   | Wee Burn Club                     | Betty Jameson           | 3 & 2    | Dorothy Kirby          |
| 1940                   | Pebble Beach Golf Links           | Betty Jameson           | 6 & 5    | Jane S. Cothran        |
| 1941                   | The Country Club                  | Betty Hicks Newell      | 5 & 3    | Helen Sigel            |
| 1942-45: Niet gespeeld |                                   |                         |          |                        |
| 1946                   | Southern Hills Country Club       | Babe Zaharias           | 11 & 9   | Clara Sherman          |
| 1947                   | Franklin Hills Country Club       | Louise Suggs            | 2 up     | Dorothy Kirby          |
| 1948                   | Pebble Beach Golf Links           | Grace Lenczyk           | 4 & 3    | Helen Sigel            |
| 1949                   | Merion Golf Club                  | Dorothy Germain Porter  | 3 & 2    | Dorothy Kielty         |
| 1950                   | East Lake Golf Club               | Beverly Hanson          | 6 & 4    | Mae Murray             |
| 1951                   | Town & Country Club               | Dorothy Kirby           | 2 & 1    | Claire Doran           |
| 1952                   | Waverley Country Club             | Jackie Pung             | 2 & 1    | Shirley McFedters      |
| 1953                   | Rhode Island Country Club         | Mary Lena Faulk         | 3 & 2    | Polly Riley            |
| 1954                   | Allegheny Country Club            | Barbara Romack          | 4 & 2    | Mickey Wright          |
| 1955                   | Myers Park Country Club           | Patricia Lesser         | 7 & 6    | Jane Nelson            |
| 1956                   | Meridian Hills Country Club       | Marlene Stewart         | 2 & 1    | JoAnne Gunderson       |
| 1957                   | Del Paso Country Club             | JoAnne Gunderson        | 8 & 6    | Ann Casey Johnstone    |
| 1958                   | Wee Burn Country Club             | Anne Quast              | 3 & 2    | Barbara Romack         |
| 1959                   | Congressional Country Club        | Barbara McIntire        | 4 & 3    | Joanne Goodwin         |
| 1960                   | Tulsa Country Club                | JoAnne Gunderson        | 6 & 5    | Jean Ashley            |
| 1961                   | Tacoma Country & Golf Club        | Anne Quast Decker       | 14 & 13  | Phyllis Preuss         |
| 1962                   | Country Club of Rochester         | JoAnne Gunderson        | 9 & 8    | Ann Baker              |
| 1963                   | Taconic Golf Club                 | Anne Quast Welts        | 2 & 1    | Peggy Conley           |
| 1964                   | Prairie Dunes Country Club        | Barbara McIntire        | 3 & 2    | JoAnne Gunderson       |
| 1965                   | Lakewood Country Club             | Jean Ashley             | 5 & 4    | Anne Quast Welts       |
| 1966                   | Sewickley Heights Golf Club       | JoAnne Gunderson        | 41 holes | Marlene Stewart Streit |
| 1967                   | Annandale Golf Club               | Mary Lou Dill           | 5 & 4    | Jean Ashley            |
| 1968                   | Birmingham Country Club, Michigan | JoAnne Gunderson        | 5 & 4    | Anne Quast Welts       |
| 1969                   | Las Colinas Country Club          | Catherine Lacoste       | 3 & 2    | Shelley Hamlin         |
| 1970                   | Wee Burn Country Club             | Martha Wilkinson        | 3 & 2    | Cynthia Hill           |
| 1971                   | Atlanta Country Club              | Laura Baugh             | 1 up     | Beth Barry             |
| 1972                   | St Louis Country Club             | Mary Budke              | 5 & 4    | Cynthia Hill           |
| 1973                   | Montclair Golf Club               | Carol Semple            | 1 up     | Anne Quast Sander      |
| 1974                   | Broadmoor Golf Club, Seattle      | Cynthia Hill            | 5 & 4    | Carol Semple           |
| 1975                   | Brae Burn Country Club            | Beth Daniel             | 3 & 2    | Donna Horton           |
| 1976                   | Del Paso Country Club             | Donna Horton            | 2 & 1    | Marianne Bretton       |
| 1977                   | Cincinnati Country Club           | Beth Daniel             | 3 & 1    | Cathy Sherk            |
| 1978                   | Sunnybrook Golf Club              | Cathy Sherk             | 4 & 3    | Judith Oliver          |
| 1979                   | Memphis Country Club              | Carolyn Hill            | 7 & 6    | Patty Sheehan          |
| 1980                   | Prairie Dunes Country Club        | Juli Inkster            | 2 up     | Patti Rizzo            |
| 1981                   | Waverley Country Club             | Juli Inkster            | 1 up     | Lindy Goggin           |
| 1982                   | Broadmoor Golf Club               | Juli Inkster            | 4 & 3    | Cathy Hanlon           |
| 1983                   | Canoe Brook Country Club          | Joanne Pacillo          | 2 & 1    | Sally Quinlan          |
| 1984                   | Broadmoor Golf Club               | Deb Richard             | 37 holes | Kimberly Williams      |
| 1985                   | Fox Chapel Country Club           | Michiko Hattori         | 5 & 4    | Cheryl Stacy           |
| 1986                   | Pasatiempo Golf Club              | Kay Cockerill           | 9 & 7    | Kathleen McCarthy      |
| 1987                   | Rhode Island Country Club         | Kay Cockerill           | 3 & 2    | Tracy Kerdyk           |
| 1988                   | Minikahda Club                    | Pearl Sinn              | 6 & 5    | Karen Noble            |
| 1989                   | Pinehurst Resort                  | Vicki Goetze            | 4 & 3    | Brandie Burton         |
| 1990                   | Canoe Brook Country Club          | Pat Hurst               | 37 holes | Stephanie Davis        |
| 1991                   | Prairie Dunes Country Club        | Amy Fruhwirth           | 5 & 4    | Heidi Voorhees         |
| 1992                   | Kemper Lakes Golf Club            | Vicki Goetze            | 1 up     | Annika Sörenstam       |
| 1993                   | San Diego Country Club            | Jill McGill             | 1 up     | Sarah LeBrun Ingram    |
| 1994                   | The Homestead                     | Wendy Ward              | 2 up     | Jill McGill            |
| 1995                   | The Country Club                  | Kelli Kuehne            | 4 & 3    | Anne-Marie Knight      |
| 1996                   | Firethorn Golf Club               | Kelli Kuehne            | 2 & 1    | Marisa Baena           |
| 1997                   | Brae Burn Country Club            | Silvia Cavalleri        | 5 & 4    | Robin Burke            |
| 1998                   | Barton Hills Country Club         | Grace Park              | 7 & 6    | Jenny Chuasiriporn     |
| 1999                   | Biltmore Forest Country Club      | Dorothy Delasin         | 4 & 3    | Jimin Kang             |
| 2000                   | Waverley Country Club             | Marcy Newton            | 8 & 7    | Laura Myerscough       |
| 2001                   | Flint Hills National Golf Club    | Meredith Duncan         | 37 holes | Nicole Perrot          |
| 2002                   | Sleepy Hollow Country Club        | Becky Lucidi            | 3 & 2    | Brandi Jackson         |
| 2003                   | Philadelphia Country Club         | Virada Nirapathpongporn | 2 & 1    | Jane Park              |
| 2004                   | The Kahkwa Club                   | Jane Park               | 2 up     | Amanda McCurdy         |
| 2005                   | Ansley Golf Club                  | Morgan Pressel          | 9 & 8    | Maru Martinez          |
| 2006                   | Pumpkin Ridge Golf Club           | Kimberly Kim            | 1 up     | Katharina Schallenberg |
| 2007                   | Crooked Stick Golf Club           | Maria José Uribe        | 1 up     | Amanda Blumenherst     |
| 2008                   | Eugene Country Club               | Amanda Blumenherst      | 2 & 1    | Azahara Muñoz          |
| 2009                   | Old Warson Country Club           | Jennifer Song           | 3 & 1    | Jennifer Johnson       |
| 2010                   | Charlotte Country Club            | Danielle Kang           | 2 & 1    | Jessica Korda          |
| 2011                   | Rhode Island Country Club         | Danielle Kang           | 6 & 5    | Moriya Jutanugarn      |
| 2012                   | The Country Club, (Cleveland)     | Lydia Ko                | 3 & 1    | Jaye Marie Green \|}   |